# 現象學
现象学（英語：phenomenology，源自希腊语，意为“显现的东西”；以及，意为“研究”）是20世纪最重要的哲学流派之一，由德国哲学家胡塞尔正式创立。胡塞尔深受弗朗兹·布伦塔诺和伯纳德·波尔查诺两人的影响，认为每一表象都是某物的表象，意识也是某物的意识；同时也主张「真理自身」——即超越時空與個人之絕對、又普遍的客觀存在者——的理念之存在，而提出對意識本質的研究，或描述先驗的、絕對的認識之根本與法則；他稱之為「现象学」。
现象学是对经验结构与意识结构的哲学性研究。作为一个哲学运动，现象学于二十世纪早期由埃德蒙德·胡塞尔创立，之后被他在德国的哥廷根大学和慕尼黑大学中的一派追随者发展壮大。在此之后现象学传播到法国、美国以及其他地区，并远超出了胡塞尔早期著作的语境。

现象学不应被看成是一个统一的运动，而更像是不同的作者具有共同的家族相似性，但同时也有显著差异。因此：
|  | 对现象学下一个的唯一的、最终的定义是危险的，甚至可能像缺少主题焦点一样是自相矛盾的。事实上，它既不是一种学说，也不是一个哲学流派，而是一种思想风格、一种方法，一种开放的、常新的经验，它导致不同的结论并让那些想要界定现象学意义的人无所适从。 |

根据胡塞尔的设想，现象学首先是对意识结构、对出现在各种意识行为中的现象的系统反思与研究。现象学可以明确的同笛卡尔式的分析方法加以区别，后者将世界视作各种对象、对象的集合以及处于连续行动和反应中的对象。
胡塞尔关于现象学的设想不仅由他自己、也被其他人批判和发展，包括：他的学生艾迪特·施坦因和罗曼·英伽登，解释学哲学家马丁·海德格尔，存在主义者尼古拉·哈特曼、加贝尔·马塞尔、莫里斯·梅洛-庞蒂、让-保罗·萨特，以及其他哲学家，包括马克斯·舍勒、保罗·利科、让-吕克·马里翁、伊曼努尔·列维纳斯，以及社会学家阿尔弗雷德·舒茨、埃里克·弗格林。

## 概述
从其最基本形式来看，现象学试图为通常被看作是主观性的讨论话题的客观性研究创造条件，包括：意识，以及作为判断、知觉和情感的意识经验内容。尽管现象学的探索是科学的，但它并不打算从临床心理学或神经科学的角度研究意识。相反，现象学通过系统的反思来确定经验的基本属性和结构。
以下是现象学中的一些假设，它们有助于解释现象学的基础：
1. 它拒斥客观性研究的概念。现象学家倾向于通过所谓“现象学悬置”的过程把假设进行分类；
2. 现象学家相信，对人类日常行为的分析能让人们更好的理解自然；
3. 人格应被加以探究。因为人格可以通過它们反映其所处的社会的独特方式而被理解；
4. 现象学家重点关注“capta”，或者说意识经验，而非传统的经验数据；
5. 现象学被看成是以揭示为目的的，因此现象学家使用比其他科学少得多的手段进行研究[4]

胡塞尔从他的老师——哲学家、心理学家弗兰茨·布伦塔诺和卡尔·施通普夫——的著作和讲演里引入了现象学的一些核心概念。胡塞尔从布伦塔诺那里借用的一个重要的现象学要素就是意向性（经常被描述为“相关性”），此观念指的是意识总是对于某物的意识。意识的对象被称为意向对象，而且这一对象以多种不同方式被构成在意识中——例如，通过知觉、记忆、滞留和预知、意义等。在所有这些不同的意向性中——尽管它们有不同结构和不同方式去“关于”对象——一个对象依然被构成为同一的对象；在直接的知觉中意识被指向同一的意向对象，该知觉作为对象的即刻的后期滞留以及对其最后回想。
尽管许多现象学方法都包括了各种还原，但根本说来现象学是反还原论的；还原仅仅是为了更好的理解和描述意识运作的手段，而非把任何现象还原为这些描述。换言之，当做出一个对于事物本质或观念的说明时，或者当一个人通过把他“实际”看到的描述为不过是一些线和面、表层的东西，以此详细陈述一个同一连续之物的结构时，这并不意味着该事物仅仅是这里所描述的东西而没有其他可能：这些还原的最终目标是，理解这些不同的面是如何作为由经验他的人的所经验到的而被构成到实际事物之中的。在胡塞尔时期，现象学是对心理主义和物理主义的直接回应。
尽管乔治威廉·弗里德里希·黑格尔在其《精神现象学》中使用了现象学一词，但却是胡塞尔对这一词的沿用（约在1900年）促使其成为一个哲学流派的标志。作为一种哲学视角，现象学是方法，尽管这一词多样的含义完全取决于特定哲学家的设想。根据胡塞尔的设想，现象学是一种哲学探索的方法，它通过对一种揭示个体“活生生的经验”的反思注意的方法来拒斥从柏拉图以来的支配西方思想的理性主义的偏见。不完全地基于一种所谓“悬置”认识论策略（怀疑论的基础），胡塞尔的方法导致对判断的悬而未决，同时依赖于对知识的直观把握、摆脱假设和推理。现象学方法基于意向性，所以胡塞尔的（从布伦塔诺发展来的）意识理论有时被描述为“关于经验的科学”。意向性代表了另外一种关于意识显现理论的方案，它主张实在不能被直接把握到，因为我们能获得的只有对实在的知觉、即实在在心灵中的呈现。胡塞尔声明，意识并非是在心灵“中”，而是对与其自身不同的某种东西的意识，无论该对象是一实体还是想象的幻象（即与幻象联系在一起并为之提供基础的真实过程）。因此，现象学方法依赖于将现象——在其即时性中——作为被给予意识的东西而加以描述。
莫里斯·纳塔森（1973，p. 63）说，“现象学方法的彻底性既相关于哲学对经验的基本的、批判的审查的一般努力，又与之有所分离：不把什么看成是理所当然的，并说明是什么保证了我们所宣称知道的东西”。在实践中，在确定一个人“不成熟的”经验时，它要求准则和偏离的特殊结合来悬置理论的解释和二手信息，并为之加括号。现象学方法通过使主体返回到他或她对于对象的原生经验而暂时抹除假设出来的世界，无论这研究对象是感觉、是观念还是知觉。在胡塞尔那里，在我们通常由假想而接受或推断之事物中的信念假设，削弱了我们通常作为客观实在而接受的东西的力量。根据呂迪格·萨弗兰斯基（1998,72），“在同寻找一种新的方式让[他们探究的]事物到达他们那里，而不让他们已经知道的东西遮蔽住它们的过程中，[胡塞尔以及他的追随者们的]雄心壮志是在于对意识或世界的思考和讨论，除此之外什么都不理会。”
马丁·海德格尔出于胡塞尔的主观主义的倾向而修改了胡塞尔的现象学观念。不同于胡塞尔将人看作由各种意识状态所构成的，海德格尔认为，意识是次于一个人的存在之首要性（即“此在”的存在方式）的，后者不能被还原为一个人对其存在的意识。从这个角度说，一个人的心灵状态是“效果”而非存在的决定因素，后者包括了并没有对其有所意识的那些方面。通过将重心从意识（心理学）转移到存在（本体论），海德格尔扭转了其后现象学的方向。随着海德格尔对胡塞尔现象学观念的修改，现象学同精神分析日渐相关。不同于胡塞尔强调的对意识之描述的重要性——这种描述从根本上有别于精神分析的无意识概念——海德格尔给出了一种将经验概念化的方法，它能够容纳那些有赖于感觉意识之次要性的个人存在的各方面。
胡塞爾思想發展的第一個重要轉折點的標誌是《邏輯研究》（Logical Investigations）。这本书是近当代哲学最重要的著作之一，为哲学的发展在本体论和认识论之间开拓了新的道路。在它的感召下，大批思想家汇集到“回到事物本身”（Zurück zu den Sachen selbst）的大旗下，其中包括莫里茨·盖格、亚历山大·普凡德尔、马克斯·舍勒、奥斯卡·贝克、特奥多尔·康拉德（Theodor Conrad）等人。此外还有大批哲学家，虽然并非严格意义上的现象学家，他们的思想也受到了现象学的很大影响，其中就包括萨特、海德格尔、梅洛-庞蒂、伽达默尔等等重要哲學家。在一定意义上可以说，现象学通过他们的演绎发展，仍然活跃于当代的思想界，成为当代哲学的一个有机的组成部分。
现象学强调对直接直观和经验感知的区分，认为哲学（或至少是现象学）的主要任务是厘清二者之间的关联，并且在直观中获得对本质的认识。如胡塞尔在《哲学与现象学研究年鉴》创刊号的前言中所称：
|  | 将各个编者联合在一起并且甚至在所有未来的合作者那里都应当成为前设的东西，不应是一个学院系统，而毋宁说是一个共同的信念：只有通过向直观的原本源泉以及在此源泉中汲取的本质洞察的回复，哲学的伟大传统才能根据概念和问题而得到运用，只有通过这一途径，概念才能得到直观的澄清，问题才能在直观的基础上得到新的提出，尔后也才能得到原则上的解决。 |

从这一意义上来说，现象学首先是一种方法，即从直接直观和先验本质中提取知识的途径。海德格尔在1925年的“现象学基本问题”讲座中便指出了这个意义上的“现象学”并确信，“现象学发现的伟大之处并不在于那些实际获得的、可估价和可批判的结果，而是在于它就是对哲学中的研究可能性的发现。”
在方法之外，现象学在研究对象上找到了连接心理学和逻辑学的中间地带，为“纯粹逻辑学”找到了根基。另一方面，在研究途径上，现象学找到了实证主义和形而上学之间的一条道路，被胡塞尔本人称为“先验的经验主义”。

## 词源及涵义
在哲学史中，现象学一词至少有两种主要含义：一种是在G.W.F.黑格尔的著作中使用的，另一种是埃德蒙德·胡塞尔在1920年的著作中使用的，而继胡塞尔的工作之后，马丁·海德格尔这位胡塞尔的前助手在他的著作中开创了第三种用法。
- 哲学方法，它开始于对現象（在意识经验中将其自身呈现给我们的那种东西）的探索，并以之为手段来最终把握住现象背后的绝对的、逻辑的、本体论的和形而上学的精神。这种方法被称为辩证现象学。[13]
- 对胡塞尔来说，现象学是“对作为从第一人称视角经验到的意识之本质的反思性研究。”[14]现象学将关于现象的直观经验作为其出发点，并尝试从其中提取出经验的本质特征和我们所经验的东西的本质。当对任何可能经验之本质特征进行归纳时，这就被称为先验现象学（见下文）。[15]胡塞尔的观点部分基于布伦塔诺，并被梅洛-庞蒂、马克斯·舍勒、艾迪特·施坦因、迪特里希·范·希尔德布兰和伊曼努尔·列维纳斯等哲学家进一步发展。

尽管“现象学”一词在胡塞尔之前的哲学史中被偶然用到，但当代的用法把这一词更为明确的同胡塞尔的方法结合在一起。以下是大致按时间顺序对曾以不同方式使用过“现象学”一词的重要思想家的排序，以及对其贡献的简要评价。
- 弗里德里希·克里斯多夫·厄廷格（1702年－1782年），德国虔敬派教徒，著有“亲缘的神圣系统”。[17]
- 约翰·海因里希·朗伯（1728年－1777年），数学家、物理学家和哲学家，以其为经验知识奠基的表象理论而知名。[18]
- 伊曼努尔·康德（1724年－1804年），在《纯粹理性批判》中区分了作为现象的对象与作为物自体或本体的对象：前者是由人们的感性和知性所塑造和把握的，后者并不在时间和空间中呈现给我们，我们对它不能做出合法的判断。
- 黑格尔（1770年－1831年），他挑战了康德的不可知的物自体学说，并主张我们可以通过更为完整的认识现象来逐渐达到对绝对的、精神的神圣真理的意识。他最重要的著作是《精神现象学》，于1807年出版。
- 卡尔·斯通普夫（1848年－1936年），布伦塔诺的学生，胡塞尔的导师。他用“现象学”指代一种关于感知内容的本体论。
- 埃德蒙德·胡塞尔（1859年－1938年），他最初将现象学确立为一种“描述心理学”，之后确立为对于意识的先验的、本质的科学。他被视作当代现象学的创立者。
- 马克斯·舍勒（1874年－1928年），他把胡塞尔的现象学方法进一步发展，并扩展到包含对科学方法的还原。他对教宗若望保祿二世、迪特里希·范·希尔德布兰以及艾迪特·施坦因的思想产生很大影响。
- 马丁·海德格尔（1889年－1976年），他批判了胡塞尔的现象学理论并尝试发展出一种本体论，后者可以引导他通向关于此在、关于非二元的人之存在的理论。
- 阿尔弗雷德·舒茨（1899年－1959年），他在日常经验的基础上发展了社会世界现象学，对阿罗德·加芬克尔、彼得·柏格和托马斯·吕克曼等人产生了影响。
- 弗朗西斯科·瓦雷拉（1946年－2001年），智利哲学家、生物学家，为实验现象学和神经现象学的发展奠定基础。

之后的用法绝大多数都是基于或（批判性地）相关于胡塞尔对该词的论述和使用的。这一哲学分支同其他分支有所不同，它更倾向于“描述性”而非“规范性”。

## 现象学概念
最基本形式的现象学尝试为通常认为主观性观点的客观性研究创造条件约束：意識（consciousness）和意識体验的概念，比如判断、感知和情緒。尽管现象学寻求成为科学的，它没有尝试从临床心理学或者神经学角度来研究关注。相反，它寻求通过系统直觉去决定关注和关注体验的基础属性和结构。
胡塞尔在他师从的哲学家、心理学家，弗朗茲·布倫塔諾和卡爾·斯圖姆夫，的讲座和著作中催生了现象学说的很多重要的概念。一个胡塞尔從布倫塔諾借鉴的现象学的重要元素就是意向性（intentionality ，通常也被称作aboutness），指出关注总是某些特定关注（consciousness of something）。关注对象自己被称作意向对象，并且常常以不同方式用来代替关注，比如理解、记忆、关联和延伸，直观，等。通过这些不同的意向性，虽然都具有不同结构和不同的方式存在于对此物的意向中，一个对象仍然成为同一个相同个体；针对相同意向对象的意向性在直觉中，就是立即生成的此对象物的附属性和最后对它的记忆。
虽然很多现象学方法引入了几种还原，现象学基本上还是反还原主义（anti-reductionistic）；还原仅仅是更好理解和描述意向性机理的工具，不是为减少任何表现为陈述。换句话说，当一个引用被指向一个事物的技术或者概念，或者当一个人描述一个相同的有组织体(identical coherent thing)的组织(constitution)，通过描述一个人“真实”所见到的，只有这些不同侧面和角度，表面东西，这无法得出事情是唯一并排他的符合这些描述：还原最终目的是去理解这些不同的角度构成人通过经历实际体验到的事物。现象学是胡塞尔时期的心理学和物理学所直接产生的(direct reaction)。
虽然早先被黑格爾使用过，但是胡塞尔对这个术语的采用促使它成为哲学课程的命题。从哲学角度上，现象学是它的方法，虽然这个词汇具体含义由于先前哲学家采纳后不停变化。胡塞尔设计，现象学是一种哲学探究方法，它抛弃理性一边的选择倾向。这个理性倾向自从柏拉图用知觉关注来介绍个体的生活经历（lived experience）概念时起，就一直是西方思想的主体。胡塞尔的方法要求不下判断、依赖知觉掌握知识，不作预设和理性思考，这隐隐来源于认识论的一个机制(epistemological device)，带有怀疑主义的根基，叫epoché。有时候被称作「体验科学」（science of experience）的现象学方法根植于意向性，这个胡塞尔的意向性理论（由布倫塔諾发端而来）。意向性代表另一种替代表达理论（representational theory），其含义是实在不能被直接掌握，因为它是只有通过理解现实、将其在头脑中表达而得到。胡塞尔不同看法是关注不在意念中而是关注非自己而外的事物（意向对象），不管此事物是物质实体或者想象中的思维片段（例如，思维段所附加或者实际的过程）。因此现象学方法存在于对现象的表述，也就是立即出现的意识关注。

### 意向性
意向性涉及到这一观念：意识总是对某物的意识。词语自身，并不应该有意地同词语“通常的”用法相混淆，而应该被理解为会对词语的词源学根据产生影响的。起初，意向涉指涉到“伸展开”（“拉伸”，源自拉丁语intendere）,在这一语境下，它指意识向其对象“伸展开”。然而我们要小心这一误解：并不是先有意识，进而伸展到其对象上；而是：意识是作为意识行为与其对象的同时性而发生的。
意识往往被概括为“相关性”。无论意识所相关的东西是在直接的知觉中，还是在对意向性概念而言无关紧要的幻想中；无论意识是否是被指向的——那正是意识所意识到的东西。这意思是指，意识对象并不必然是在知觉中领会的物理对象：它也可能是一幻想或记忆。所以，这些意识“结构”——即知觉、记忆幻想等——就被称为意向性。
“意向性”一词源自中世纪的经院哲学家，并被布伦塔诺赋予新的意义，后者进而影响到了胡塞尔现象学概念。胡塞尔改进了这一概念，使其成为他意识理论的基石。这一词的意义是相当复杂的，完全取决于特定的哲学家如何去构想它。“意向性”一词不能同对于无意识“动机”或“获得”的精神分析式概念混为一谈。

### 直观
现象学中的直观指的是：意向对象直接呈现给意向性活动；如果意向通过对直接领会对象而被“充实”，一个人就具有了直观对象。举例来说，你面前有一杯咖啡，看到它、触摸它或是想象它——这些都是被充实的意向，同时对象也被直观到。其中部分被认为是对数学公式或数字的领会。如果你缺少直接指涉到的对象，这对象就没有被直观到、但仍是被意向到的，只不过是空意向。空意向的例子可以是意指意向，这种意向只能是暗指或相关于对象。

### 明见性
在日常语言中，我们用“evidence”一词来指一事态与一命题之间的特殊关系：事态A是“A是真的”这一命题的evidence。而在现象学中，明见性指的是标志着“对真理的客观达成”。这并不是要把明见性的客观形式还原为主观的“观点”，而是尝试描述：有关某物在直观中呈现的结构，并将其呈现为“理智的”。“明见性是某一理智对象富有成效的呈现，即对那些其真实性在自身确证中显示出来之物的富有成效的呈现”。

### 诺耶思（Noesis）与诺耶玛（Noema）
在胡塞尔现象学中，这对概念都源自希腊文nous（心灵），分别指意向行为（即意识行为）中的真实内容（诺耶思）与观念内容（诺耶玛）。诺耶思是意识行为的一部分，它给予意识内容以具体的意义或特征（就像对某物的判断或设想中，爱或恨它、接受或拒绝它等等）。之所以说诺耶思是“真实的”，是因为它行为主体的意识（或精神）中实际发生的一部分。诺耶思一般同诺耶玛相关联。在胡塞尔这里，完整的诺耶玛是一复杂的观念结构，其中至少包含诺耶玛意义和诺耶玛核心。对于如何正确理解胡塞尔提出的诺耶玛这一概念，一直以来是有争议的。但一般说来，诺耶玛意义是指行为的观念意义，诺耶玛核心是指在行为中意指到的行为所指或对象。有争议的一点是，这种诺耶玛对象是否等同于实际行为对象（假如确实存在），或者它就是一种观念对象？

### 移情与主体间性
在现象学中，移情指的是将自己的身体作为他者加以经验。当我们平常把他者与其物理身体视为同一的，此种现象学要求我们注意到他者的主体性，以及我们连同他们的主体间参与。在胡塞尔最初的解释中，这通过一种基于活生生的身体经验的统觉而得以实现。这活生生的身体是作为被自己意识到的、自己的身体。你自己的身体主要通过你在世界中的行为可能性而显示自身。正是由于它，你才可以伸手抓取东西，而且更重要的是，由于它你才有改变观点的可能性。通过环绕它移动、看到它的其他面（通常被称为是让缺席的东西存在，以及让存在的缺席）而把一个东西同别的东西区分开，并一直把它看成是与刚才看到的那些面同一的东西。身体当然被经验为二元性的：既是对象（你能触摸到你自己的手），又是自己的主体（你经验到被触摸）。
自己的身体经验为主体性进而通过统觉被应用到对他者身体的经验中，这构成了他者的主体性。因此你可以认识到他者的意向、情感等等。这种移情的经验在对主体间性的现象学阐明中十分重要。在现象学中，主体间性构成了客观性（即，你经验为对象的东西是在主体间适用的——对所有主体都适用。而这不是说客观性被还原为主观性，也不是暗示一种相对主义立场。可参照主体间性可检验性）。
在对主体间性的经验中，我们同时也将自身经验为诸主体中的一员，经验为为他者而客观存在的，经验为相关于他者的诺耶思的诺耶玛，或经验为在他者移情经验中的主体。如此一来，一个人将其自身经验为客观存在主体性。主体间性也是一个人生活世界、尤其是“家园”的构成部分。

### 生活世界
生活世界（德语Lebenswelt）指的是我们生活于其中的这个“世界”。我们也可以称之为一切经验的“背景”或“视域”，在其中每一对象作为其自身、作为独特的东西凸显出来，它们连带其意义只能被我们所把握。生活世界既是个人的，又是主体间的（因而被称作“家园”），所以它不是在唯我论意义上封闭在每个个体中的。

## 现象学的各种类型
在《哲学百科全书》（克鲁维尔学术出版社, 1997, Dordrecht and Boston）中列举了以下七中类型的现象学
1. 先验构成现象学，它研究对象是如何在先验意识中构成出来的，而不考虑任何有关自然界的问题。
2. 自然主义构成现象学（参见自然主义），它假定了意识是自然的一部分这一自然态度，进而研究意识如何能在自然世界中构成事物。
3. 存在主义现象学（英语：Existential phenomenology），它研究具体的人的存在，包括我们自由选择和（或）具体情形中的行为。
4. 发生的历史主义的现象学（参见历史主义），它研究意义——作为在我们经验中被发现的——是如何随着时间在集体经验的历史进程中产生的。
5. 生成现象学，它研究在某人本身的经验流中事物的意义是如何涌现或发生的。
6. 解释学的现象学（也被称为解释学现象学[24]，有些地方称为后现象学[25][26]；参见解释学），它研究经验的解释结构。
7. 实在论现象学（英语：Realistic phenomenology）（也称实在主义现象学），它将意识和意向性的结构作为“发生于实在世界中，在很大程度上外在于意识，并不由意识带入存在的”而加以研究。

“构成现象学”（德文：konstitutive Phänomenologie，也叫静态现象学（statische Phänomenologie））或描述现象学（beschreibende Phänomenologie）与“发生现象学”（genetische Phänomenologie；也叫发生现象学（Phänomenologie der Genesis））两者间的区分来自胡塞尔。
当代学者也认同以下一些类型存在：晚期海德格尔的「先验解释现象学」（参见先验哲学）、梅洛-庞蒂的「身体现象学」（参见身体认知）、米歇尔·亨利的「质料现象学」、「分析现象学」（参见分析哲学）以及「后分析现象学」（参见后分析哲学）。

## 胡塞尔《逻辑研究》（1900/1901）
1900年至1901年胡塞尔发表两卷本的巨著《逻辑研究》成为现象学的开山之作。胡塞尔的思想曾经长期被忽视，近年来又引起了注意，他的思想还有很大一部分没被发掘出来。
胡塞爾提出一個口號：返回「事物本身」，也就是回到意識領域，丟開通常的思維方式，採取「還原法」對於我們通常的判斷「懸置」起來，「加上括號，存而不論」，如此才能直覺到純意識的本質或原型，發現意識中的基本結構：「意向性」即意識總是指向有關某對象的意識。
在《逻辑研究》第一版中，胡塞尔在布伦塔诺的影响下声明了他“描述心理学”的立场。胡塞尔分析了心灵活动的意向性结构，以及它们是如何既指向实在对象又指向观念对象的。《逻辑研究》第一卷“纯粹逻辑学导言”从对心理主义的颠覆性批判开始，这种心理主义试图把逻辑法则的先天有效性纳入心理学解释之内。胡塞尔脱离开经验科学而设定了逻辑学、哲学和现象学的各种研究领域。

## 《纯粹现象学通论》（《观念Ⅰ》）（1913）之后的先验现象学
在《逻辑研究》出版之后几年，胡塞尔思想有一些重大的发展，并区分了意识行为（诺耶思，noesis）与被指向的现象（诺耶玛，noemata）。
- "noetic"是指意识的意向性行为(相信，意愿等等。)
- "noematic"指的是对象或内容(诺耶玛)，它出现在noetic的行为中(被确信，被想要，被恨和被爱的...).

我们所观察并不是作为在其自身中的客体，而是它如何、以何方式在意向性行为中被给予的。知识的本质只能通过对所有关于实存世界之存在"加括"、对客观世界如何直接被给予的非本质（主体性）方面“加括”才得以可能。这个过程被胡塞尔称为悬置。
胡塞尔在后期更加关注意识的观念的、本质的结构。当他想要排除任何关于外部对象存在的假定时,他引入了现象学还原的方法来消除它们。余下的是纯粹的先验自我,而不是具体的经验自我。现在，先验现象学是对纯粹意识中余下的本质结构的研究:这意味着在实践中研究noemata以及它们之间的关系。哲学家狄奥多·阿多诺在他的反形而上学著作《反认识论》中以一种反基础主义的姿态批评胡塞尔的现象学认识论的概念，
先验现象学家有：奥斯卡·贝克尔，Aron Gurwitsch,阿尔弗雷德·舒兹。

## 实在论现象学
在胡塞尔1913出版《观念Ⅰ》之后，许多现象学家对他的新理论持批判态度。慕尼黑现象学小组甚至同胡塞尔全新的先验现象学划清了界限，并拥护最初第一版《逻辑研究》中的实在论现象学。
实在论的现象学家有：阿道夫·莱纳赫、亚历山大·普凡德尔、约翰内斯·多伯特、马克斯·舍勒、罗曼·英伽登、尼古拉·哈特曼、迪特里希·冯·希尔德布兰德。

## 存在论现象学
存在论现象学通过对先验自我的拒斥而区别于先验现象学。梅洛-庞蒂拒绝自我关于世界的先验性，而后者对于胡塞尔而言已经扩展出了世界并在意识之前就已经是全然透明的。海德格尔把一个具有意识的存在者看作是已然在世界之中的。在存在现象学中，先验性得以保存下去以便于必须采取无预设的起点——对于产生于自然态度或科学态度的世界的先验陈述，或对于世界的本体论性质之理论的先验陈述。

然而胡塞尔把哲学视为一个科学学科，这一学科必须奠基于被理解为认识论的现象学，但海德格尔持有一个截然不同的观点。海德格尔自己这样说明他们之间的分歧:
对胡塞尔来说，现象学还原是这样一种方法，它将现象学视角从人之存在的自然态度——在其中，人的生活被卷入到物事和诸人的世界之中——引回到意识的先验生活、意指-意向相关的（noetic-noematic ）经验中去，在其中对象是作为意识相关物被构成的。对我们来说，现象学还原意味着把现象学视角从对存在的统握——无论此一统握可能有何种特征——转回到对这一存在的存在之理解上（以去蔽的形式加以谋划）。
海德格尔认为，哲学根本不是科学学科，而是比科学本身更为根本。根据他的说法，科学只不过是以没有特别通向真理的情况下了解世界的一种方式。此外，科学思想本身建立在一个关于实践和日常知识的“原始”基础之上。胡塞尔对这种思路持怀疑态度，他把这看成是准神秘的，这也促成了他们的思想分歧。
不同于将现象学视为第一哲学或基础学科，海德格尔把它看作是一种形而上学的本体论：“存在是哲学的正确且唯一的主题……这就意味着哲学不是关于存在者的科学，而是关于存在的科学。”然而混淆现象学和本体论是一个明显的错误。现象不是存在的基础或根据。但它们也不是表象，如海德格尔在“存在与时间”中所说：表象是「在他物之中显现其自身」，而现象是「在自身中显现其自身」。
然而对于胡塞尔来说，在悬置中，存在仅仅显现为一个意识的相关项；而对于海德格尔来说，存在是开始点。对胡塞尔而言，我们必须从我们的经验自我的一切具体维度抽离出来，才能够转向纯粹意识的领域。海德格尔断言，“哲学的可能性及其命运与人的存在、进而与时间性和历史性紧密相关。”
然而，本体论的存在和存在论的存在属于不同范畴，所以海德格尔对这些范畴的合并——是根据胡塞尔的观点——源于海德格尔的错误。胡塞尔指责海德格尔提出本体论问题，却没有回答这个问题，而是将主题转换为对其而言（并只对其而言）存在是一个问题的存在——此在。根据胡塞尔的看法，这不是本体论或现象学，而只是抽象的人类学。也许是通过作为一种非存在论的关于本质的探索来以抽象人类学进行澄清，胡塞尔拒绝了在海德格尔在这两者的区分中蕴含的存在主义，即作为实存者的存在者（作为现实中的事物），与它们的作为在此在本身对其在世之在的反思中展开的存在——在其中存在在我们面前呈现，即去蔽。
存在论现象学家有：马丁·海德格尔（1889-1976），汉娜·阿伦特（1906-1975），卡尔·雅斯贝尔斯（1883-1969），伊曼纽尔·列维纳斯（1906-1995），加布里埃尔·马塞尔（1889-1973），让 - 保罗·萨特（1905-1980），保罗·利科（1913-2005）和莫里斯·梅洛 - 庞蒂（1908-1961）。

## 现象学与东方思想
一些现象学研究者（特别是跟随海德格尔的思想遗产）看到了与所谓的西方哲学之外的思想传统建立对话的可能性，特别是在东亚思想方面，尽管他们已经察觉到了“东方”与“西方”间的差异。此外有人声称，现象学中的一些元素（主要是海德格尔的思想）与东方哲学思想有一些共鸣，特别是禅宗和道教。据Tomonobu Imamichi称，此在概念是受冈仓天心在《茶之书》中的“在世存在”（being in the world）概念启发的，这本书介绍了庄子哲学， Imamichi的老师在同他一年之后于1919年提供给海德格尔这本书——虽然海德格尔对此不置一词。
近年来，在关注伊斯兰教和早期伊斯兰哲学的观念史中的形而上学起源的学界内也有接受现象学（特别是海德格尔思想）的迹象，如黎巴嫩哲学家Nader El-Bizri；或许这是受法国东方学家和现象学家亨利·科宾传统的间接影响而导致的，而后来则通过El-Bizri与波兰现象学家安娜 - 特雷莎·泰米尼耶卡的对话推动了这一情况。
此外，吉姆·鲁迪（Jim Ruddy）在比较哲学领域的工作，将胡塞尔现象学中的先验自我概念与Sankaracharya著作中的自我意识的第一性的概念相结合。在这项工作的过程中，鲁迪发现了一种全新的现象学科学，他称之为“聚合现象学”。这种新的现象学接管了胡塞尔遗留出来的领域，处理关系类（relation-like）、而不仅仅是事物类（thing-like）或“意向性的”对象性。

## 技术伦理

### 关于技术的现象学进路
詹姆斯·摩尔（James Moor）认为计算机凸显出了急需新思考和制定新政策的政策真空。其他人则认为，古典伦理学理论所提供的资源，如功利主义，后果主义和道德伦理，足以应付我们设计和使用信息技术所产生的所有伦理问题。
对于现象学家来说，技术的“影响观点”以及关于技术/社会之关系的建构主义观点是有效的，但并不充分（Heidegger 1977，Borgmann 1985，Winograd和Flores 1987，Ihde 1990，Dreyfus 1992,2001）。他们认为，这些对于技术、技术/社会之关系的说明对技术和社会做出的断定，就像谈论一个人而不借鉴了另一个人的持续的感觉或意义一样。对于现象学家来说，社会和技术相互构成；他们是彼此的持续条件，或者是它们是其所是的可能性。对他们来说，技术不仅仅是人造物。相反，这个人造物已经从先前的“技术”态度面向世界涌现出来（Heidegger，1977）。

### 海德格尔进路（前技术时期）
对于海德格尔来说，技术的本质是现代人类的存在方式——一种向世界展开的方式，它将世界视为按照计划、意图和欲望——一种将自身修改为‘技术意志’的‘权力意志’——被归序和塑造的东西。海德格尔声称，人类历史上还有其他时代，这是一个前现代时代，人类并没有以技术方式——将我们自身当成实现我们目的的手段——面向世界。
然而，根据海德格尔，这个“前技术的”时代（或情绪）是一种人类与世界和人造物的关系，而它们以诗意和审美的、而非技术的（座架）方式被处理。有许多人不同意海德格尔把现代技术态度描述为世界的“座架”。 例如，安德鲁·芬贝格认为，海德格尔对现代技术的描述并不是在当代日常的与技术的遭遇中得到证明。克里斯缇安·福克斯写到，反犹太主义根植于海德格尔的技术观。

### 休伯特·德雷福斯进路（当代社会）
在对人工智能（AI）纲领的批判中，休伯特·德雷福斯（1992）认为过去关于技能发展的理解方式是错误的。他认为，这是早期人工智能共同体不加批判采用的模型。在对这个观点的批评中，他同海德格尔一样主张，当我们学习日常实践中的新技能时，我们观察到恰恰相反的东西。我们都是从明确的规则或预设的方法开始，然后转向特殊情况的多样性，就像发展成一名专家一样。他的观点直指海德格尔关于作为存在者的人类的存在与时间方面的解读，而这些存在者往往已经被置于世界中。作为“在世之中”的人类，我们已经是应付日常生活的专家，处理每一个特定情况的微妙之处；这就是为什么日常生活看起来如此显而易见的原因。因此，日常活动的复杂专业知识被遗忘，并理所当然地被当成是AI的一个假定的起点。Dreyfus在对AI的批判中强调的是这一事实，即技术（AI算法）并不会由自身产生意义。让技术设备和解决方案显得有意义，这是假定的、被遗忘的日常实践的视域。如果我们要理解技术，我们需要“回归”到意义的视野，使它显现为我们所需要的、想要的和渴求的人造物。我们需要去考虑这些技术如何将我们揭示（或去蔽）。

### 引用
1. ↑  Zahavi, Dan (2003), Husserl's Phenomenology, Stanford: Stanford University Press
2. ↑  Farina, Gabriella (2014) Some reflections on the phenomenological method.
3. ↑  Menon, Sangeetha; Anindya Sinha; B.V. Sreekantan. . New Youk, Dordrecht, London: Springer. 2014: 172  [17 December 2015]. ISBN 978-81-322-1586-8.
4. ↑  Orbe, Mark P. (2009).
5. ↑  Rollinger, Robin (1999), Husserl's Position in the School of Brentano, Kluwer
6. ↑  Husserl, Edmund. . Marxists.org. Marxists.org.   [17 December 2015]. （原始内容存档于2021-04-12）.
7. ↑  Husserl, Edmund.
8. ↑  Safranski, R. (1998).
9. ↑  Natanson, M. (1973).
10. ↑  Husserl, Aufsätze und Vorträge (1911-1921),  Hua XXV, Dordrecht u.a., 1987, S. 63f.
11. ↑  Heidegger，Prolegomena zur Geschichte des Zeitbegriffs, Frankfurt a.M. 1979, GA 20, S. 184.
12. ↑  Husserl, Phänomenologische Psychologie, Hua IX, Den Haag 1962, S. 300.
13. ↑  Roslyn Wallach Bologh, Dialectical Phenomenolgy: Marx's Method, Routledge, 2009, p. 16.
14. ↑  Smith, David Woodruff, , London-New York: Routledge, 2007
15. ↑  Bob Sandmeyer, Husserl's Constitutive Phenomenology: Its Problem and Promise, Routledge, 2009, p. 15.
16. ↑  Partially based on Schuhmann, Karl (2004), ""Phänomenologie": Eine Begriffsgeschichtilche Reflexion", in Leijenhorst, Cees; Steenbakkers, Piet, Karl Schuhmann. Selected Papers on Phenomenology, Dordrecht / Boston / London: Kluwer, pp. 1–33
17. ↑  Ernst Benz, Christian Kabbalah: Neglected Child of Theology
18. ↑  Lambert, Johann Heinrich (1772). Anmerkungen und Zusätze zur Entwerfung der Land- und Himmelscharten. Von J. H. Lambert (1772.) Hrsg. von A. Wangerin. Mit 21 Textfiguren. (xml). W. Engelmann, reprint 1894.
19. ↑  Robert Sokolowski, Introduction to Phenomenology, Cambridge University Press (2000).
20. ↑  Sokolowski, Introduction, pp. 160–161.
21. ↑  I.e. if A loves B, loving is a real part of A's conscious activity – Noesis – but gets its sense from the general concept of loving, which has an abstract or ideal meaning, as "loving" has a meaning in the English language independently of what an individual means by the word when they use it.
22. ↑  For a full account of the controversy and a review of positions taken, see David Woodruff Smith, Husserl, Routledge, 2007, pp304-311.
23. ↑  Phenomenology – Stanford Encyclopedia of Philosophy （页面存档备份，存于）.
24. ↑  Cf. interpretative phenomenological analysis in psychological qualitative research.
25. ↑  Katinka Waelbers, Doing Good with Technologies: Taking Responsibility for the Social Role of Emerging Technologies, Springer, 2011, p. 77.
26. ↑  Suzi Adams, "Towards a Post-Phenomenology of Life: Castoriadis' Naturphilosophie" （页面存档备份，存于）, Cosmos and History: The Journal of Natural and Social Philosophy, Vol. 4, Nos. 1–2 (2008).
27. ↑  Donn Welton, The New Husserl: A Critical Reader, Indiana University Press, 2003, p. 261.
28. ↑  Wheeler, Michael. . Stanford Encyclopedia of Philosophy. 12 October 2011  [22 May 2013]. （原始内容存档于2015-10-16）.
29. ↑  Rasmus Thybo Jensen, Dermot Moran (eds.
30. ↑  Michel Henry, Material Phenomenology, Fordham University Press, 2008.
31. ↑  J. Kevin O'Regan, Erik Myin, Alva Noë, "Towards an Analytic Phenomenology: The Concepts of 'Bodiliness' and 'Grabbiness'", Seeing, Thinking and Knowing, vol. 38 (2004), pp. 103–114; Wolfgang Huemer, The Constitution of Consciousness: A Study in Analytic Phenomenology, Routledge, 2005.
32. ↑  Paul Crowther, Phenomenologies of Art and Vision: A Post-Analytic Turn, Bloomsbury, 2013, p. 161.
33. ↑  On the Logical Investigations, see Zahavi, Dan; Stjernfelt, Frederik, eds. (2002), One Hundred Years of Phenomenology (Husserl's Logical Investigations Revisited), Dordrecht / Boston / London: Kluwer; and Mohanty, Jitendra Nath, ed. (1977), Readings on Edmund Husserl's Logical Investigations, Den Haag: Nijhoff
34. 1 2 3  Heidegger, Martin (1975), "Introduction", The Basic Problems of Phenomenology, Indiana University Press
35. ↑  I have attempted to respond to the request for clarification of Heidegger's distinction between being and Being. My info source was http://www.uni.edu/boedeker/NNhHeidegger2.doc （页面存档备份，存于）. It was not copied and pasted but rephrased for copyright reasons.
36. ↑  See for instance references to Heidegger's "A Dialogue on Language between a Japanese and an Inquirer," in On the Way to Language (New York: Harper & Row, 1971). Heidegger himself had contacts with some leading Japanese intellectuals, including members of the Kyoto School, notably Hajime Tanabe, Kuki Shūzō and Kiyoshi Miki.
37. ↑  An account given by Paul Hsao (in Heidegger and Asian Thought) records a remark by Chang Chung-Yuan claiming that "Heidegger is the only Western Philosopher who not only intellectually understands but has intuitively grasped Taoist thought"
38. ↑  Tomonobu Imamichi, In Search of Wisdom.
39. ↑  See for instance: Nader El-Bizri, The Phenomenological Quest between Avicenna and Heidegger (Binghamton, N.Y.: Global Publications SUNY, 2000) ISBN 1-58684-005-3; refer also to many of his other studies and commentaries on Heidegger, including one of his latest studies: Nader El-Bizri, 'On Dwelling: Heideggerian Allusions to Architectural Phenomenology', Studia UBB.
40. ↑  A book-series under the title: Islamic Philosophy and Occidental Phenomenology in Dialogue has been recently established by Springer (Kluwer Academic Publishers, Dordrecht) in association with the World Phenomenology Institute. This initiative has been initiated by the Polish phenomenologist Anna-Teresa Tymieniecka, editor of Analecta Husserliana, and is co-edited by Nader El-Bizri.
41. ↑  See the thesis, "Convergent Phenomenology," presented to the University of Madras, June 1979.
42. ↑  Moor, J. H. (1985). "What Is Computer Ethics?" In T. W. Bynum (ed.), Computersand Ethics. Blackwell.
43. ↑  Bernard, G. (1999). Common Morality and Computing. Ethics and Information Technology 1(1).
44. 1 2 3 4 5 6  Introna, L. (2005) Disclosing the Digital Face: The ethics of facial recognition systems, Ethics and Information Technology, 7(2)
45. ↑  Feenberg, A. (1999) 'Technology and Meaning', in Questioning Technology, London and New York: Routledge.
46. ↑  Fuchs, Christian (2015) "Martin Heidegger's Anti-Semitism: Philosophy of Technology and the Media in the Light of the Black Notebooks." Triple-C Vol 13, No 1. Accessed 4 May 2017.

### 相关资料
文章与著述
- 倪梁康 译，埃德蒙德·胡塞尔 著：《现象学的观念》 1986年 上海译文出版社
- 倪梁康：现象学运动的基本意义（2013-12-17：連結已遺失!）
- 倪梁康：《现象学及其效应——胡塞尔与当代德国哲学》绪论（2013-12-17：連結已遺失!）
- 倪梁康：《現象學及其效應》（北京：三聯書店，1994）。
- 張祥龍：《從現象學到孔夫子》（北京：商務印書館，2001）。
- 新田義弘『現象学と解釈学』筑摩書房〈ちくま学芸文庫〉、2006年 ISBN 4480090029
- Ted Honderich, The Oxford Companion to Philosophy, Oxford University Press, 2005 second edition
- A Companion to Phenomenology and Existentialism （页面存档备份，存于）. Edited by Hubert L. Dreyfus and Mark A. Wrathall. (Oxford: Blackwell, 2009)
- Handbook of Phenomenological Aesthetics. Edited by Hans Rainer Sepp and Lester Embree. (Series: Contributions To Phenomenology, Vol. 59) Springer, Dordrecht / Heidelberg / London / New York 2010. ISBN 978-90-481-2470-1
- The IAP LIBRARY offers very fine sources for Phenomenology.
- The London Philosophy Study Guide （页面存档备份，存于） offers many suggestions on what to read, depending on the student's familiarity with the subject: Phenomenology （页面存档备份，存于）
- Dermot Moran, Introduction to Phenomenology (Oxford: Routledge, 2000) – Charting phenomenology from Brentano, through Husserl and Heidegger, to Gadamer, Arendt, Levinas, Sartre, Merleau-Ponty and Derrida.
- Robert Sokolowski, "Introduction to Phenomenology (Cambridge: Cambridge University Press 2000) – An excellent non-historical introduction to phenomenology.
- Herbert Spiegelberg, "The Phenomenological Movement: A Historical Introduction," 3rd ed. (The Hague: Martinus Nijhoff, 1983). The most comprehensive source on the development of the phenomenological movement.
- David Stewart and Algis Mickunas, "Exploring Phenomenology: A Guide to the Field and its Literature" (Athens: Ohio University Press 1990)
- Michael Hammond, Jane Howarth, and Russell Kent, "Understanding Phenomenology" (Oxford: Blackwell 1995)
- Christopher Macann, Four Phenomenological Philosophers: Husserl, Heidegger, Sartre, Merleau-Ponty (New York: Routledge: 1993)
- Jan Patočka, "Qu'est-ce que la phénoménologie?", In: Qu'est-ce que la phénoménologie?, ed. and trans. E. Abrams (Grenoble: J. Millon 1988), pp. 263–302. An answer to the question, What is phenomenology?, from a student of both Husserl and Heidegger and one of the most important phenomenologists of the latter half of the twentieth century.
- William A. Luijpen and Henry J. Koren, "A First Introduction to Existential Phenomenology" (Pittsburgh: Duquesne University Press 1969)
- Richard M. Zaner, "The Way of Phenomenology" (Indianapolis: Pegasus 1970)
- Hans Köchler, Die Subjekt-Objekt-Dialektik in der transzendentalen Phänomenologie. Das Seinsproblem zwischen Idealismus und Realismus. (Meisenheim a. G.: Anton Hain, 1974) (German)
- Hans Köchler, Phenomenological Realism: Selected Essays (Frankfurt a. M./Bern: Peter Lang, 1986)
- Mark Jarzombek, The Psychologizing of Modernity (Cambridge University Press, 2000).
- Seidner, Stanley S. (1989). "Köhler's Dilemma", In Issues of Language Assessment. vol 3. Ed., Stanley S.Seidner. Springfield, Il.: State Board of Education. pp. 5–6.
- Pierre Thévenaz, "What is Phenomenology?" (Chicago: Quadrangle Books 1962)
- ed. James M. Edie, "An Invitation to Phenomenology" (Chicago: Quadrangle Books 1965) – A collection of seminal phenomenological essays.
- ed. R. O. Elveton, "The Phenomenology of Husserl: Selected Critical Readings" (Seattle: Noesis Press 2000) – Key essays about Husserl's phenomenology.
- ed. Laura Doyle, Bodies of Resistance: New Phenomenologies of Politics, Agency, and Culture. Evanston, Illinois: Northwestern University Press, 2001.
- eds. Richard Zaner and Don Ihde, "Phenomenology and Existentialism" (New York: Putnam 1973) – Contains many key essays in existential phenomenology.
- Robert Magliola, Phenomenology and Literature (Purdue University Press, 1977; 1978) systematically describes, in Part One, the influence of Husserl, Heidegger, and the French Existentialists on the Geneva School and other forms of what becomes known as "phenomenological literary criticism"; and in Part Two describes phenomenological literary theory in Roman Ingarden and Mikel Dufrenne.
- Albert Borgmann and his work in philosophy of technology.
- eds. Natalie Depraz, Francisco Varela, Pierre Vermersch, On Becoming Aware: A Pragmatics of Experiencing (Amsterdam: John Benjamins 2003) – searches for the sources and the means for a disciplined practical approach to exploring human experience.
- Don Ihde, "Experimental Phenomenology: An Introduction" (Albany, NY: SUNY Press)
- Sara Ahmed, "Queer Phenomenology: Orientations, Objects Others" (Durham: Duke University Press 2006)
- Michael Jackson, Existential Anthropology
- Sartre, Jean-Paul,
- Shaun Gallagher and Dan Zahavi, The Phenomenological Mind. London: Routledge, 2007.
- Jean-François Lyotard, Phenomenology （页面存档备份，存于）, SUNY Press, 1991.
- Steinbock, A. J. (1995). Home and Beyond, Generative Phenomenology After Husserl. Northwestern University Studies in Phenomenology and Existential Philosophy. (Online （页面存档备份，存于）)
- Suzi Adams, "Towards a Post-Phenomenology of Life: Castoriadis' Naturphilosophie", Cosmos and History: The Journal of Natural and Social Philosophy, Vol 4, No 1–2 (2008). (Online （页面存档备份，存于）)
- Espen Dahl, Phenomenology and the Holy: Religious experience after Husserl (London, SCM Press, 2010).
- Arkadiusz Chrudzimski and Wolfgang Huemer (eds.), Phenomenology and Analysis: Essays on Central European Philosophy, Ontos Verlag, 2004.
- D. W. Smith and A. L. Thomasson (eds.), Phenomenology and the Philosophy of Mind, New York: Oxford University Press, 2005.

刊物
- Newsletter of Phenomenology. (online-newsletter)
- Research in Phenomenology. Duquesne Univ. Pr.,  Pittsburgh Pa 1.1971ff. ISSN 0085-5553
- Studia Phaenomenologica. ISSN 1582-5647
- Bulletin d'analyse phénoménologique （页面存档备份，存于）
- Janus Head: Journal of Interdisciplinary Studies in Literature, Continental Philosophy, Phenomenological Psychology, and the Arts （页面存档备份，存于）
- Journal of the British Society for Phenomenology
- Research in Phenomenology
- Newsletter of Phenomenology (online-newsletter)
- Studia Phaenomenologica ISSN 1582-5647
- Indo-Pacific Journal of Phenomenology （页面存档备份，存于）
- The Roman Ingarden Philosophical Research Centre
- Phenomenology and the Cognitive Sciences
- Continental Philosophy Review
- Human Studies
- Husserl Studies
- Phenomenology & Practice （页面存档备份，存于）
- Journal Phaenomenologie （页面存档备份，存于）

系列书目
- Edmund Husserl: Gesammelte Werke （页面存档备份，存于）
- Edmund Husserl: Collected Works （页面存档备份，存于）
- Edmund Husserl: Dokumente （页面存档备份，存于）
- Edmund Husserl: Materialien （页面存档备份，存于）
- Analecta Husserliana （页面存档备份，存于）
- Phaenomenologica （页面存档备份，存于）
- Contributions to Phenomenology （页面存档备份，存于）
- Studies in German Idealism （页面存档备份，存于）